# 明鲁王墓

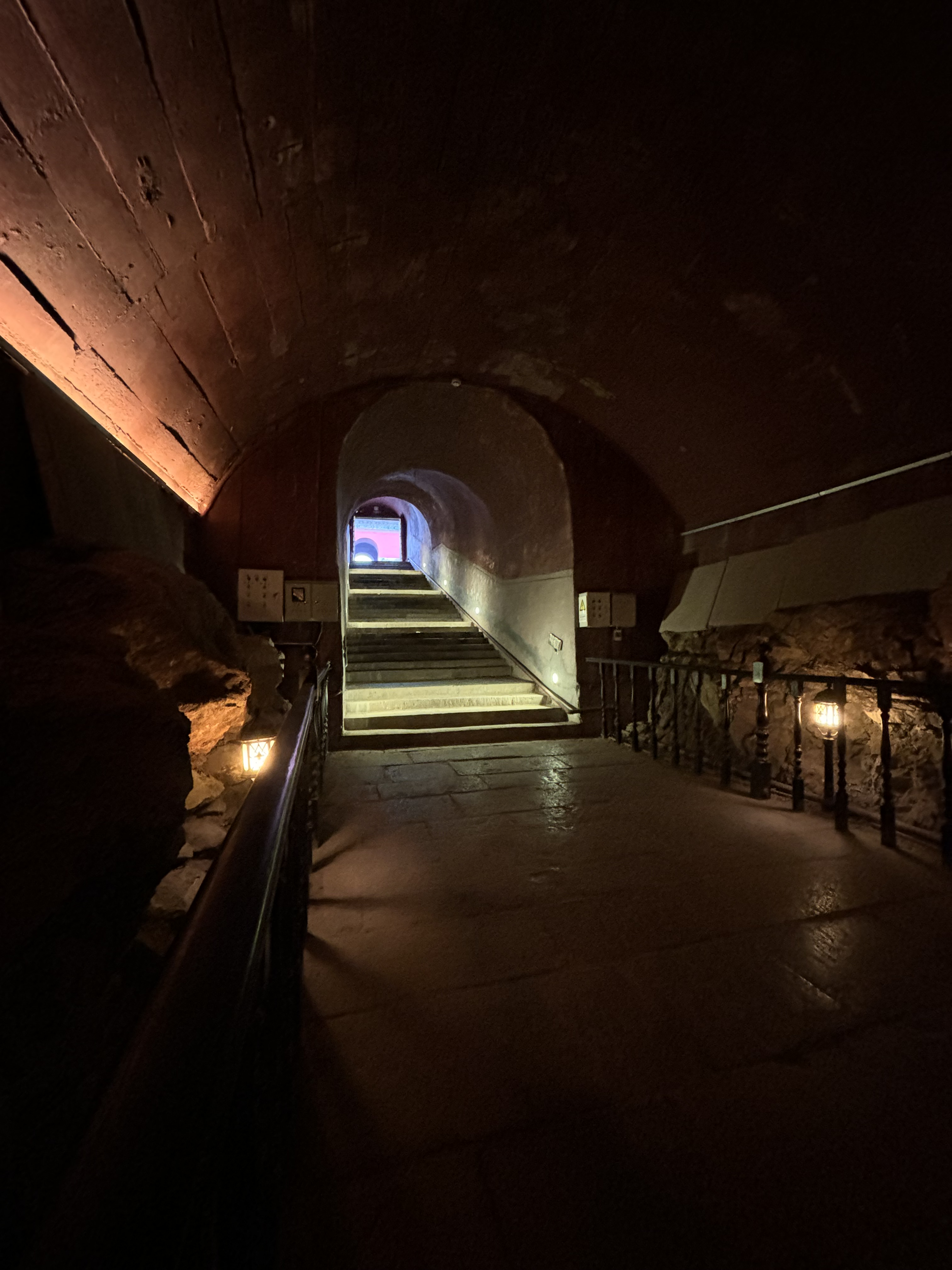

明鲁王墓，包括鲁荒王陵、鲁靖王墓、鲁钜野王墓。鲁荒王陵为明太祖朱元璋的第十子鲁荒王朱檀的陵墓。朱檀死于洪武二十二年十二月十五日（1390年1月2日），葬在山东邹城九龙山麓。鲁靖王墓位于邹城市大束镇官厅村北，是明代鲁国的第二代王朱肇煇的墓葬。鲁钜野王墓位于邹城市中心店镇皇翥村，是鲁靖王朱肇辉第四子朱泰墱的墓葬。泗水县又有明鲁惠王、恭王、端王墓（第3代鲁惠王朱泰堪，第7代、第5任鲁端王朱观𤊟，第8代、第6任鲁恭王朱颐坦）。

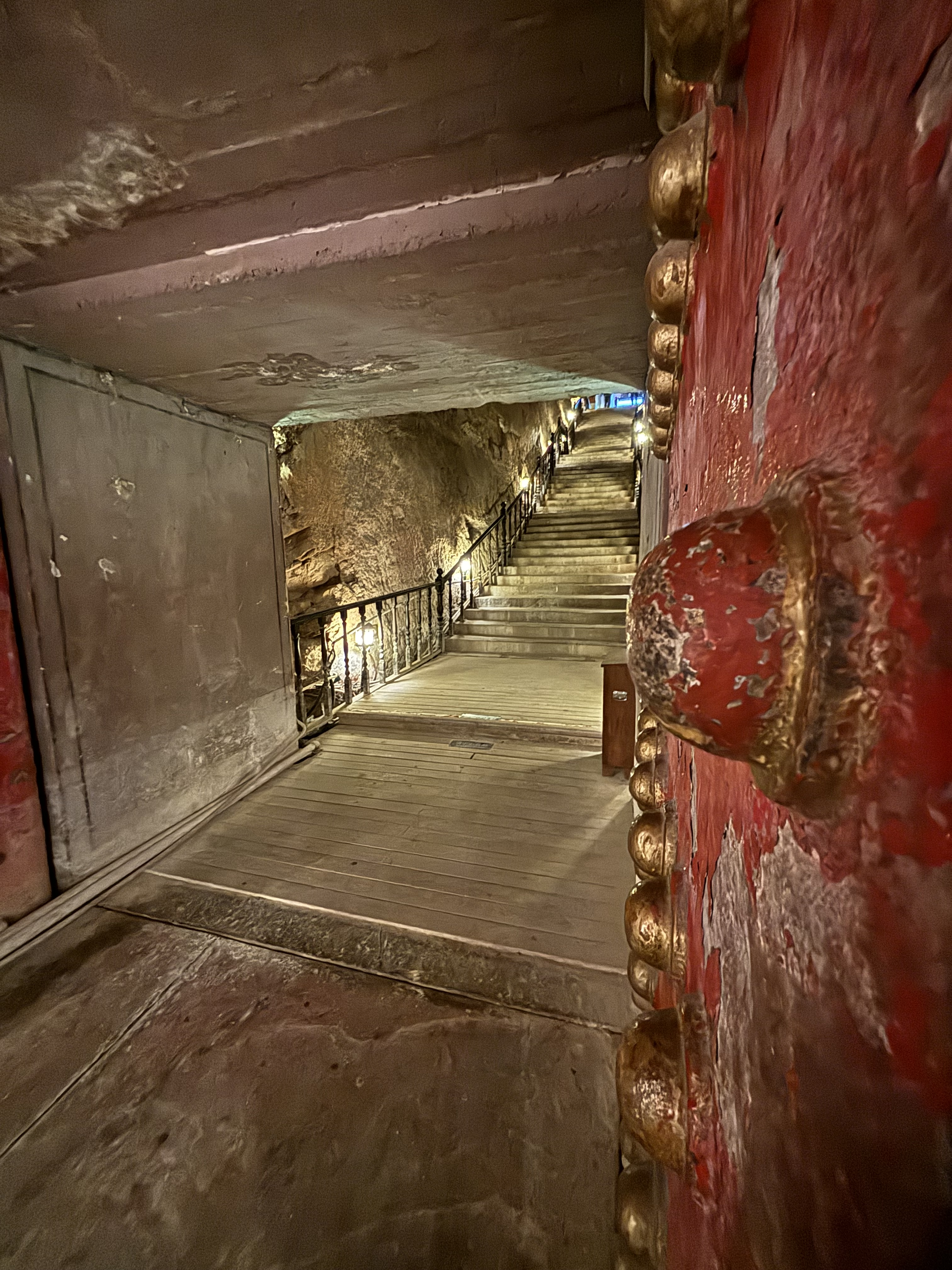

1970年春至1971年，对明鲁荒王陵地宫进行了发掘，出土了2000余件文物，保存基本完好。包括鲁王的服饰（冕、弁）和彩绘俑等。1988年3月，地宫向游人开放。1992年6月12日，山东省人民政府公布为明鲁王墓群省级第二批重点文物保护单位；2006年5月25日，被国务院公布明鲁王墓为第六批全国重点文物保护单位。